# Lasiurus seminolus
Lasiurus seminolus é uma espécie de morcego da família Vespertilionidae. Pode ser encontrada nos Estados Unidos da América.